# Alles wieder offen
Alles wieder offen – album niemieckiej awangardowo-eksperymentalnej grupy Einstürzende Neubauten. Jego premiera miała miejsce 19 października 2007 w Europie i 23 października w Ameryce. Na albumie znajduje się dużo jak na EN elektroniki, pojawia się też ballada zagrana w większości na gitarze klasycznej (Ich warte). Płyta została wydana bez udziału wytwórni – jej produkcja została sfinansowana przez tzw. supporterów, którzy wpłacili po 35 euro uzyskując dostęp do czatu z zespołem, otrzymując własny adres e-mail z domeną neubauten.org i dostęp do wielu innych funkcji.

## Lista utworów
1. "Die Wellen" – 3:47
2. "Nagorny Karabach" – 4:25
3. "Weil weil weil" – 4:57
4. "Ich hatte ein Wort" – 4:19
5. "Von Wegen" – 5:36
6. "Let's Do It a Dada" – 5:52
7. "Alles wieder offen" – 4:14
8. "Unvollständigkeit" – 9:01
9. "Susej" – 4:47
10. "Ich warte" – 6:07

### Wersja dla supporterów
1. "Die Wellen" – 3:48
2. "Nagorny Karabach" – 4:25
3. "Weil weil weil" – 4:57
4. "Ich hatte ein Wort" – 4:20
5. "Von Wegen" – 5:38
6. "Let's Do It a Dada" – 5:54
7. "Wenn dann" – 3:11
8. "Alles wieder offen" – 4:14
9. "Unvollständigkeit" – 9:05
10. "Venuskolonie" – 8:35
11. "Blue Ice" – 1:52
12. "Birth Lunch Death" – 3:23
13. "Susej" – 4:49
14. "Ich warte" – 6:09

Singlem promującym album był utwór „Weil weil weil”.